# Центральная Азия плюс Япония
Центральная Азия плюс Япония — политическая инициатива Японии и стран Центральной Азии: Казахстана, Кыргызстана, Таджикистана и Узбекистана, выраженная в виде диалога с целью развития отношений Японии и стран Центральной Азии и вывода их на новый уровень, а также в виде форума для развития межрегиональной кооперации (согласно заявлению Министерства иностранных дел Японии.

## Члены
- Япония
- Казахстан
- Кыргызстан
- Таджикистан
- Узбекистан
- Туркменистан

## История создания и развития
28 августа 2004 года в Астане было объявлено о начале диалога между правительствами стран Центральной Азии и Японией. Совместное заявление включало в себя точки зрения по поводу фундаментальных принципов и ценностей, развитию отношений региона с Японией, внутрирегиональной кооперацией в Центральной Азии и сотрудничеством на международной арене. Были выдвинуты четыре цели:
- Укрепление мира, стабильности и демократии в Центральной Азии
- Усиление экономической мощи региона, проведение реформ и социальное развитие региона
- Усиление внутрирегиональной кооперации между странами Центральной Азии
- Развитие отношений между Центральной Азии с Японией и мировым сообществом
- Дальнейшая кооперация Японии со странами Центральной Азии

Как было отмечено в Ташкентском выступлении Кавагути, Диалог стал «новым измерением», а точнее «опцией» многостороннего сотрудничества между Японией и Центральной Азией. В качестве же базовых принципов диалогового механизма были определены: (1) уважая многообразие; (2) конкуренция и координация; (3) открытое сотрудничество.
Через год участники формата утвердили уже пять основных столпов Диалога, а именно: (1) политический диалог; (2) межрегиональное сотрудничество; (3) продвижение бизнеса; (4) интеллектуальный диалог и (5) гуманитарные обмены.
Кроме того, стороны определили 10 сфер, представлявших тогда наибольший интерес для продвижения внутрирегиональной интеграции, включая: (1) противодействие терроризму; (2) борьба с наркотраффиком; (3) разминирование; (4) искоренение бедности; (5) здравоохранение; (6) охрана окружающей среды; (7) водные вопросы; (8) энергетика; (9) торговля и инвестиции; (10) транспорт.
Анализ деятельности Диалога показывает, что участники ДЦАЯ продолжают придерживаться заданных рамок. Начиная с 2004 года, по линии Диалога было проведено более 40 встреч и мероприятий, в том числе 7 на уровне министров, 13 на уровне старших должностных лиц (Замминистра иностранных дел или директор политического департамента МИД) и 11 на уровне экспертов. В математическом измерении деятельность Диалога равна 2,7 мероприятиям в год.
За эти годы стороны смогли принять 12 итоговых документов, включая два Плана действий (2006 и 2019 гг.) и две дорожные карты – в области сельского хозяйства (2014 г.), а также транспорта и логистики (2017 г.). К слову, базовый План действий 2006 года не обновлялся с того времени и лишь дополнялся новыми инициативами по ранее определенным направлениям (2014, 2017 и 2019 гг.). При этом обзор Плана действий был осуществлен странами-участницами Диалога всего лишь один раз.
На начальном этапе, несмотря на свой статус нейтралитета, Туркменистан все же принимал участие в работе Диалога, хотя и на менее заметном по отношению с другими странами уровне. Только лишь в 2014 году, через десять лет после первого СМИД, министры иностранных дел Центральной Азии и Японии смогли впервые собраться в полном составе в г. Бишкек.
Примечательно, что, за исключением одной рабочей встречи в 2004 году в Болгарии, «на полях» СМИД ОБСЕ, все встречи в рамках Диалога традиционно проходят в Японии или странах Центральной Азии, при этом на долю Токио приходится более 60% всех встреч. Следующая министерская встреча вновь должна пройти в Японии, ориентировочно, в 2020 году.
Кроме того, несмотря на достигнутые договоренности, участники Диалога не активно приглашают на свои встречи третьи страны или международные организации. Первой и единственной зарубежной страной, принимавшей участие в Диалоге (2006 и 2019 гг.), является Афганистан. До настоящего времени именно в выступлениях Кавагути, Таро Асо (Мининдел Японии в 2005-7 гг., в настоящее время занимает пост Заместителя Премьер-Министра – Министра финансов) и теперь уже нынешнего Мининдел Японии Таро Коно прослеживается желание расширить географию Диалога за счет Афганистана и других стран Южной Азии. Также в документах форума весьма редко упоминается об участии представителей международных финансовых структур, например, Азиатского банка развития или Европейского банка реконструкции и развития.
Относительно недавно в академической среде также поднималась идея возможного подключения Турции к Диалогу. В данном контексте следует отметить несколько интересных фактов.
В 2006 году в рамках Диалога была озвучена идея проведения первого Саммита стран Центральной Азии и Японии (аналогичный, но скрытый по характеру месседж можно найти и в более ранних документах). Однако данная инициатива, которая вряд ли сегодня бы устроила лидеров стран Центральной Азии, так и осталась на бумаге.
Кроме того, в рамках Диалога неоднократно звучали предложения о создании единой структуры для активизации деловых контактов. В итоге, Диалог смог лишь произвести на свет две менее значимые инициативы – Экономический форум (в настоящее время функционирует в виде Бизнес диалога) (2011 г.) и Рабочую группу (2014 г.), чья работа, к сожалению, не имеет четкой и регулярной основы.
Очевидно, что данные факты могут свидетельствовать о желании сторон, а именно стран Центральной Азии ограничить количество участвующих сторон и сфокусироваться на развитии политического диалога и экономического партнерства с Японией. Однако, как видно, не все инициативы, озвученные в рамках Диалога, пользуются полной поддержкой сторон.
Тем не менее, несмотря на сложности многостороннего подхода, стороны все же смогли выработать определенные нормы и правила игры.
Во-первых, у Диалога есть своя уникальная архитектура – встречи министров иностранных дел, старших должностных лиц, а также деловых и научных кругов («дипломатия второго трэка»).
Во-вторых, страны понимают, что деятельность Диалога должна носить практический характер. До настоящего времени японская сторона смогла принять несколько важных решений: организация тренингов для региональных экспертов (1000 чел. в 2004 г. и 2000 чел в 2017 г.), финансирование программы Продовольственной и сельскохозяйственной организации ООН по борьбе с саранчой (2015 г.), смягчение японского визового режима для граждан стран Центральной Азии (2017 г.) и др.
Кроме того, японскими организациями были проведены несколько крупных исследований по новым перспективным направлениям сотрудничества в области энергетики, сельского хозяйства, транспорта, логистики и чрезвычайных ситуаций.
Однако, очевидно, что количество текущих проектов не соответствует долголетней истории сотрудничества в рамках Диалога. Более того, анализ проектов показывает, что данная инициатива во многом служит удобной платформой для генерации наиболее приемлемых для японских организаций и компаний инициатив/проектов, в том числе по линии международных и региональных организаций.
В-третьих, стороны осознают, что некоторые проекты могут носить ограниченный характер, т.е. рассчитаны на две-три страны. Кроме того, японская сторона неоднократно говорила о том, что проекты должны носить региональный характер, пользоваться поддержкой всех участников процесса и, по возможности, подходить под описание т.н. «японской специфики», т.е. должны быть нацелены на укрепление сотрудничества с Японией и предусматривать использование японских «ноу-хау».
За 15 лет Япония также неоднократно пыталась обозначить свою роль в данном процессе. Вначале Япония позиционировала себя в качестве «натурального партнера» стран Центральной Азии. Чуть позже в японском дипломатическом лексиконе появился термин «катализатор», который японские политики и дипломаты продолжают использовать и по сей день.
В то же время, главной особенностью Диалога стало то, что на начальном этапе Кавагути отказалась от использования в рамах ДЦАЯ т.н. дипломатии «чековой книжки». Тем не менее, в 2017 году по итогам 6-го СМИД предыдущий глава японского МИД Фумио Кисида заявил о намерении Токио профинансировать в регионе транспортные и логистические проекты на сумму 24 млрд. йен. В 2014 году по итогам 4-го СМИД Коитиро Гэмба, предшественник Кисида на посту Мининдел, также заявил о готовности Токио профинансировать на сумму 700 млн. долл. США региональные проекты, связанные с Целями развития тысячелетия.
На этом фоне за совещанием на уровне старших должностных лиц были закреплены функции по обзору и мониторингу за рассматриваемыми в рамках Диалога проектами.
Среди многих экспертов также сильны представления о Диалоге как о продукте японских геополитических амбиций и желании Токио составить конкуренцию России и Китаю. Тем не менее, в итоговых документах совещания, за исключением нескольких случаев, отсутствуют прямые указания на другие страны, например, США и те же Россию и Китай. Можно предположить, что между странами существует определенный консенсус относительно обсуждения политики и двустороннего сотрудничества с третьими странами. Так, в 2012 году, на фоне очередного обострения дипломатических отношений между Японией и Китаем, МИД Японии в первый и последний раз заявил, что «Диалог не направлен против каких-то конкретных стран».
В 2019 году страны Центральной Азии договорились в Самарканде, что отныне будут согласовывать свои позиции в рамках многосторонних диалоговых платформ, включая с США, Республикой Корея, Европейским Союзом и Японией.
Очевидно, что страны региона намерены изменить работу данных форумов с учетом меняющихся сегодня в регионе реалий.
В сентябре 2023 года по итогам встречи главы МИД Японии Ёко Камикавы с министром иностранных дел Казахстана Муратом Нуртлеу на полях Генеральной Ассамблеи ООН стороны договорились сотрудничать для проведения в следующем году саммита в формате Центральная Азия - Япония. Таким образом, нереализованный в 2006 году план встречи лидеров стран-участниц с японскими представителями имеет шанс на успех.